# C418
Daniel Rosenfeld (Chemnitz, RDA;  9 de mayo de 1989), también conocido como C418, es un músico, productor e ingeniero de sonido alemán conocido por ser el compositor y diseñador de sonido del videojuego Minecraft. También ha escrito y producido el tema principal para el aftershow Beyond Stranger Things.

## Inicios
Rosenfeld nació y creció en Alemania Oriental en 1989, hijo de un orfebre soviético de ascendencia alemana y una madre alemana. Aprendió a crear música en las primeras versiones de Schism Tracker y Ableton Live a principios de la década de 2000, ambas herramientas eran muy rudimentarias en ese momento. Fue su hermano, Harry Rosenfeld, quien lo introdujo en la composición musical a través de Ableton Live, comentando que "incluso un idiota" puede crear música con éxito. Su hermano también era conocido como C818, de donde eligió el nombre C418, afirmando que el nombre es "realmente críptico y no significa nada".
En 2007, Rosenfeld comenzó un blog donde publicaba una canción nueva cada semana, conocida como "Blödsinn am Mittwoch". Casi al mismo tiempo se interesó en el desarrollo de videojuegos y en el audio de estos, lo que lo llevó a unirse al foro de desarrollo de juegos indie TIGSource, donde se involucró con numerosos desarrolladores de juegos más pequeños.

## Minecraft
En TIGSource, Rosenfeld comenzó a colaborar con el creador de Minecraft. Rosenfeld fue responsable de los efectos de sonido y la música en el videojuego. El motor de sonido en el aún joven juego de Java no era muy poderoso, por lo que Rosenfeld tuvo que ser creativo en su enfoque para crear efectos de sonido y música.
Como artista independiente, Rosenfeld no formaba parte del personal de Mojang, la compañía detrás de Minecraft. Rosenfeld aún posee los derechos de toda la música que compuso para el juego, de esta manera, Rosenfeld ha lanzado dos álbumes con canciones de la banda sonora de Minecraft. La primera banda sonora, Minecraft - Volume Alpha, se lanzó digitalmente el 4 de marzo de 2011 en su página Bandcamp. El blog de videojuegos Kotaku seleccionó la música de Minecraft como una de las mejores bandas sonoras de videojuegos de 2011.

## Trabajo independiente
Además de las bandas sonoras de Minecraft, Rosenfeld compone su propia música. Ha lanzado una gran cantidad de música en Bandcamp, de la cual ha lanzado dieciséis álbumes (sin incluir las bandas sonoras de Minecraft).
En 2008, Rosenfeld creó Circle, el álbum de la banda sonora de un juego independiente no publicado que lleva el mismo nombre, creado por un desarrollador desconocido. Más tarde ese año, también lanzó dos pequeñas colecciones de su música antigua, Mezclas y Bps. Su tercer álbum, Zweitonegoismus, fue lanzado el 16 de diciembre de 2008.
Cuando Minecraft estuvo disponible para el público en general como un acceso anticipado, se hizo popular rápidamente. Rosenfeld, quien hasta ese momento había trabajado en una línea de montaje, ahora podía dedicarse a la música, su principal fuente de ingresos. Esto inspiró su álbum, 72 Minutes of Fame. El contenido de este álbum gira principalmente alrededor de este momento que define el estilo de vida de Rosenfeld. Este álbum fue el primero de los trabajos de Rosenfeld en tener un lanzamiento físico (limitado). The Guardian ha comparado sus composiciones con las de Brian Eno y Erik Satie debido a su calidad ambiental.
Daniel lanzó 2 Years of Failure en 2016, incluida una colección de música hecha para proyectos fallidos o canciones que no cabían en ningún otro lugar. Varias canciones de este álbum fueron creadas para un juego abandonado que Rosefeld describió como que tenía un "... intercambio de rompecabezas japonés ...". Este álbum también contiene la banda sonora original de Crayon Physics. En particular, este álbum contiene el remix de C418 de la canción del tema Stranger Things, que tuvo una asombrosa popularidad en 2018. Sigue siendo la canción más reproducida en la página personal de Soundcloud de Rosenfeld.
El 20 de julio de 2018, Rosenfeld anunció un álbum de estudio, Excursions, con el lanzamiento de su primer sencillo, "Beton". Su segundo single, "Thunderbird", fue lanzado el 20 de agosto de 2018. El álbum fue finalmente lanzado el 7 de septiembre de 2018.

## Discografía
Álbum de estudio
- Minecraft – Volume Alpha (2011)
- 72 Minutes of Fame (2011)
- One (2012)
- Minecraft – Volume Beta (2013)
- 148 (2015)
- Dief (2017)
- Excursions (2018)
- Cookie clicker (2021)

## Filmografía
| Año  | Título                         | Director        | Género              | Notas      |
| ---- | ------------------------------ | --------------- | ------------------- | ---------- |
| 2012 | Minecraft: The Story of Mojang | Paul Owens      | Documental          | Compositor |
| 2017 | Beyond Stranger Things         | Michael Dempsey | Serie de televisión | Compositor |